# Base Y Fundamento
Cuando era pequeño me gustaba mucho la música como el reguetón hasta que un día mi padre me dijo que me sentara y yo por primera ocasión le conocí a Redimido y lo que me gusta de él es que no canta sobre drogas si no que canta de él único que te puede ayudar y a Marte mucho más que cualquier otra persona yo lo sé porque yo cuando era pequeño me abandonó mi familia de genética y me dejaron en adopción y ahora tengo una familia que de verdad me quiere y para mi redimido es como si fuera un hermano